# Helga Mondschein
Helga Mondschein (* 12. März 1933 in Erfurt; † 2. November 2020 ebenda) war eine deutsche römisch-katholische Religionspädagogin und Kinderbuchautorin.

## Leben
Helga Mondschein wuchs in Erfurt auf. Ihr Vater starb 1945 in sowjetischer Kriegsgefangenschaft. Für die Beschäftigung mit ihrem Glauben und die Berufswahl waren ihre Großmutter und eine katholische Nachbarin prägend. 1951 schloss sie in Erfurt die Oberschule mit dem Abitur ab und nahm eine Lehrerausbildung auf. Von 1953 bis 1957 arbeitete sie als Mathematik- und Deutschlehrerin an der Pestalozzi-Schule in Sömmerda. Durch eine Krebsoperation verlor sie 1954 ein Auge. Die dadurch entstehenden Einschränkungen und der zunehmende Druck des DDR-Regimes, das Bildungssystem zu einer sozialistischen Erziehung zu benutzen, führte sie 1957 zur Entscheidung, den Lehrberuf aufzugeben und in das Seelsorgehelferinnenseminar in Erfurt einzutreten. Nach Gemeindetätigkeit als Seelsorgehelferin an der Erfurter Severikirche war sie ab 1963 in der Ausbildung tätig, zunächst als Assistentin des Diözesanseminars für Seelsorgehilfe und Caritas in Erfurt. 1966 übernahm sie die Leitung des Vorseminars und wurde drei Jahre später zusätzlich Referentin im Referat Kinderseelsorge des Bischöflichen Ordinariats. Bischof Hugo Aufderbeck beauftragte sie 1975 mit einem katechetischen Besuchsdienst zur Weiterbildung junger Priester und Seelsorgehelferinnen. Wiederholt reiste sie in die Tschechoslowakei, wo sie die während der kommunistischen Kirchenverfolgung im Untergrund betriebene Priesterausbildung mit katechetischen Anleitungen unterstützte.
Nach der Wende 1989 übernahm sie den Aufbau und die Leitung des Schulreferats des Bistums Erfurt. Bischof Joachim Wanke ernannte sie im Juli 1994 zur Ordinariatsrätin. Sie war damit eine der ersten Frauen, die in der römisch-katholischen Kirche in Deutschland diesen Titel trugen. Gut ein Jahr später gab sie auf eigenen Wunsch ihre Leitungsfunktion ab und übernahm als Referentin für Elternbildung im Seelsorgeamt erneut katechetische Aufgaben. Anfang 1998 ging sie in den Ruhestand und lebte zuletzt in einem Erfurter Pflegeheim.
Als Autorin katechetischer und unterhaltender Kinderliteratur, die im Leipziger St. Benno Verlag erschien, gehörte Helga Mondschein zu den prägenden Persönlichkeiten für die katechetische Arbeit katholischer Kirchengemeinden in der DDR. Auch an der jährlichen Erarbeitung der Materialien für die Religiöse Kinderwoche war sie häufig beteiligt. Ihr Ziel war, „junge Eltern bei der Erziehung und Glaubensunterweisung ihrer Kinder zu stützen“. Sie war überzeugt, dass „kirchlicher Dienst … ganzen Einsatz“ verlange. Diesem Anspruch folgend blieb sie zeitlebens ehelos. Neben den katechetischen und Kinderbüchern schrieb sie einige zeitgeschichtliche, teils autobiographische Bücher.

## Veröffentlichungen (Auswahl)
- Unsere Heiligen. mit Günther Hunold, Leipzig 1968.
- Gib uns deinen Geist. Ein Buch für junge Christen auf dem Wege zur Mündigkeit. Die Hauskirche, Band 15. Leipzig 1973.
- Katechetisches Arbeitsbuch zur Glaubensunterweisung der zwölf- bis vierzehnjährigen. Ein Handbuch zur Didaktik und Methodik der Oberstufen-Katechese. Leipzig 1976.
- Auf dem Weg zum Glauben. Ein Buch für Eltern, die den Religionsunterricht ihrer Kinder ernst nehmen. Die Hauskirche, Band 17. Leipzig 1977.
- Du hast uns lieb. Ein Gebetbuch für Kinder und ihre Eltern. Leipzig 1979.
- Pater Fridolin und seine Rasselbande. Eine Geschichte für Kommunionkinder und ihre Freunde. Leipzig 1983. (8. Auflage 2000, ISBN 978-3-7462-1380-4.)
- ... Viele Grüsse Monika. Leipzig 1986, ISBN 978-3-7462-0053-8.
- Beten mit Christoph und Barbara. Ein Gebetbuch für Kinder bis 10 Jahre. Leipzig 1988. (Lizenzausgabe Styria Graz 1988, ISBN 978-3-222-11827-2.)
- Bischof Hugo Aufderbeck. Lebenszeugnis. Heiligenstadt 1996, ISBN 978-3-929413-32-8.
- Chronik des Seelsorgehelferinnenseminars Erfurt 1948 – 1966. (Hrsg.) Erfurt 1999.
- Neues von Pater Fridolin und seiner Rasselbande. Geschichten für aufgeweckte Kinder und ihre Freunde. Leipzig 1999, ISBN 978-3-7462-1354-5.
- Ottostraße – meine Heimat. Eine Erfurter Straße im Wandel der Zeiten. Heiligenstadt 2000, ISBN 978-3-929413-57-1.
- Der weiße Rabe. Mein Leben als Seelsorgerin. Autobiografie. Leipzig 2001, ISBN 978-3-7462-1427-6.
- Träum dich ins Winzel-Wunder-Land. Die schönsten Gute-Nacht-Geschichten. Leipzig 2002, ISBN 978-3-7462-1500-6.
- Mit Gott und Pater Fridolin. Humorvolle Kindergeschichten. Leipzig 2014, ISBN 978-3-7462-3787-9.